# I nostri eroi
I nostri eroi è una raccolta di sigle di serie animate in onda sulle reti Mediaset pubblicata il 6 aprile 2007; lo stesso disco, seppur con serigrafia differente, è stato riproposto all'interno del triplo CD "Gormiti Compilation e i tuoi supereroi" pubblicato nel 2008.

## Tracce
Testi di Alessandra Valeri Manera tranne dove indicato.
1. Una spada per Lady Oscar (musica: Carmelo Carucci)
2. I cavalieri dello zodiaco (musica: Max Longhi, Giorgio Vanni)
3. Occhi di gatto (musica: Carmelo Carucci)
4. All'arrembaggio Sandokan! (musica: Carmelo Carucci)
5. Sailor Moon (musica: Carmelo Carucci)
6. Shaman King (testo: Marco Masini, Giuseppe Dati – musica: Giuseppe Dati, Goffredo Orlandi)
7. D'Artagnan e i moschettieri del re (musica: Carmelo Carucci)
8. Spider-Man (musica: Max Longhi, Giorgio Vanni)
9. Zorro (musica: Carmelo Carucci)
10. Rescue Heroes squadra soccorso (musica: Max Longhi, Giorgio Vanni)
11. Che magnifiche spie! (musica: Max Longhi, Giorgio Vanni)
12. He-Man and the Masters of the Universe (testo: Cheope, Giuseppe Anastasi – musica: Max Longhi, Giorgio Vanni)
13. Robin Hood (musica: Carmelo Carucci)
14. King Kong (testo: Graziella Caliandro – musica: Cristiano Macrì)
15. Batman (musica: Carmelo Carucci)
16. Superman (musica: Max Longhi, Giorgio Vanni)